# 11e corps d'armée (Empire russe)
Pour les articles homonymes, voir 11e corps d'armée.
Le 11e corps d'armée (en russe : 11-й армейский корпус, abrégé en 11 АК) est une grande unité de l'Armée impériale russe, créée en 1876. Elle combat sur le front de l'Est de la Première Guerre mondiale, jusqu'à sa dissolution en janvier 1918.

## Historique
Le 11e corps d'armée de l'Armée impériale russe est formé le 1er novembre 1876. Il fut engagé au combat lors de la guerre russo-turque de 1877-1878. Juste avant la Première Guerre mondiale, le 11e corps russe fait partie du district militaire de Kiev, ses deux divisions tenant garnison à Rowno et Loutsk.
Lors de la mobilisation russe de 1914, le 11e corps du général Vladimir Sakharov est affecté à la 3e armée, faisant partie du front du Sud-Ouest face aux Forces armées austro-hongroises de Galicie. Le corps participe aux combats du front de l'Est, notamment à la bataille de Lemberg en 1914, la bataille des Carpates puis la Grande Retraite de 1915 et à l'offensive Broussilov de 1916, jusqu'à sa démobilisation en janvier 1918.